# Chaim Herzog
Chaim Herzog (חיים הרצוג), född 17 september 1918 i Belfast på Irland, död 17 april 1997 i Tel Aviv, var Israels sjätte president (1983–1993).